# Zafferana Etnea

Ubicació de Zafferana Etnea dins de la província

Zafferana Etnea (sicilià Zafarana) és un municipi italià, dins de la ciutat metropolitana de Catània. L'any 2008 tenia 9.051 habitants. Limita amb els municipis d'Aci Sant'Antonio, Acireale, Adrano, Belpasso, Biancavilla, Bronte, Castiglione di Sicilia, Giarre, Maletto, Milo, Nicolosi, Pedara, Randazzo, Sant'Alfio, Santa Venerina, Trecastagni i Viagrande.

## Administració
| Període   | Identitat            | Partit        |
| --------- | -------------------- | ------------- |
| 2004-2009 | Filadelfo Patanè     | Llista cívica |
| 2009-     | Alfio Vincenzo Russo | Llista cívica |